# شهرستان آرچولتا (کلرادو)
شهرستان آرچولتا، کلرادو (به انگلیسی: Archuleta County, Colorado) یک سکونتگاه مسکونی در ایالات متحده آمریکا است که در کلرادو واقع شده‌است.

## خصوصیات
شهرستان آرچولتا ۳٬۵۱۲٫۰۴ کیلومترمربع مساحت دارد.